# الفيكونت دوشاتوبريان
فرانسو رينيه الفيكونت دوشاتوبريان (بالفرنسية: François-René de Chateaubriand) (و.1768- 1848م). كاتب فرنسي. زار أمريكا[ ؟ ]. وأقام في إنجلترا، حيث نشر أول كتبه «مقال تاريخي وسياسي وخلقي عن الثورات» 1797، و«أتلا» 1801، و«درينية» 1802، حقق له الأخير شهرة واسعة جعلته أعظم كتاب عصره. عينه نابليون أميناً للسفارة التي بعث بها إلى إيطاليا 1803، ولكنه استقال من منصبه 1804 ظل يشغل مناصب سياسية أخرى حتى 1830، عندما ترك السياسة وانصرف إلى الأدب كتب «الشهداء» 1809 التي صور فيها انتصار المسيحية على الوثنية. وكتب «رحلة من باريس إلى بيت المقدس» 1811، وأنهى حياته بكتابة «مذكرات ما وراء القبر» 1849، ويعتبر شاتوبريان زعيم المدرسة الرومانسية في الأدب الفرنسي، ويعزى إليه الفضل في إثراء اللغة الفرنسية وتطور النثر الفني
يشغل فرانسوا شاتوبريان مكانة غامضة في خريطة الأدب الفرنسي، فهو أقل شهرة من فكتور هوغو، وأقل عمقا وتعقيداً من لامارتين وديموسيه، لكنه مع ذلك يعد أحد أبرز رواد المدرسة الرومنطيقية في النصف الأول من القرن التاسع عشر، وقد كان رومانسيا على طريقته الخاصة، رومانسيا حمل جميع قسمات هذه الحقبة، من التعطش إلى جمال الشرق وسحره، إلى الحلم الجامح بالعودة إلى أحضان الطبيعة والمصالحة معها.
وقد دفعه ذلك مثل روسو للبحث عن (المتوحش النبيل) فسافر لمعاينة مجتمع الهنود الحمر الأمريكيين، لمشاهدة عفوية الحياة وفطريتها وسذاجتها الأخاذة، لكن حياته هو مع ذلك كانت سلسلة مغامرات وإخفاقات، عاش نهاية حلم الأنوار، بقيام الثورة الفرنسية المغدورة، الثورة التي أكلت أبناءها بسادية عن بكرة أبيهم، التي خلطت كل خيرات وشرور، نجاحات وإخفاقات العصرين الكلاسيكي والعقلاني، الثورة التي فتحت النار على شاتوبريان من جميع الجهات، وسمحت له بصياغة كل تجاربه المريرة في الحياة، صياغة رسخت التقاليد الرومانسية في الأدب الفرنسي، على نحو ما نشير إلى ذلك في هذا التصنيف المبسط.

## سيرة حياته

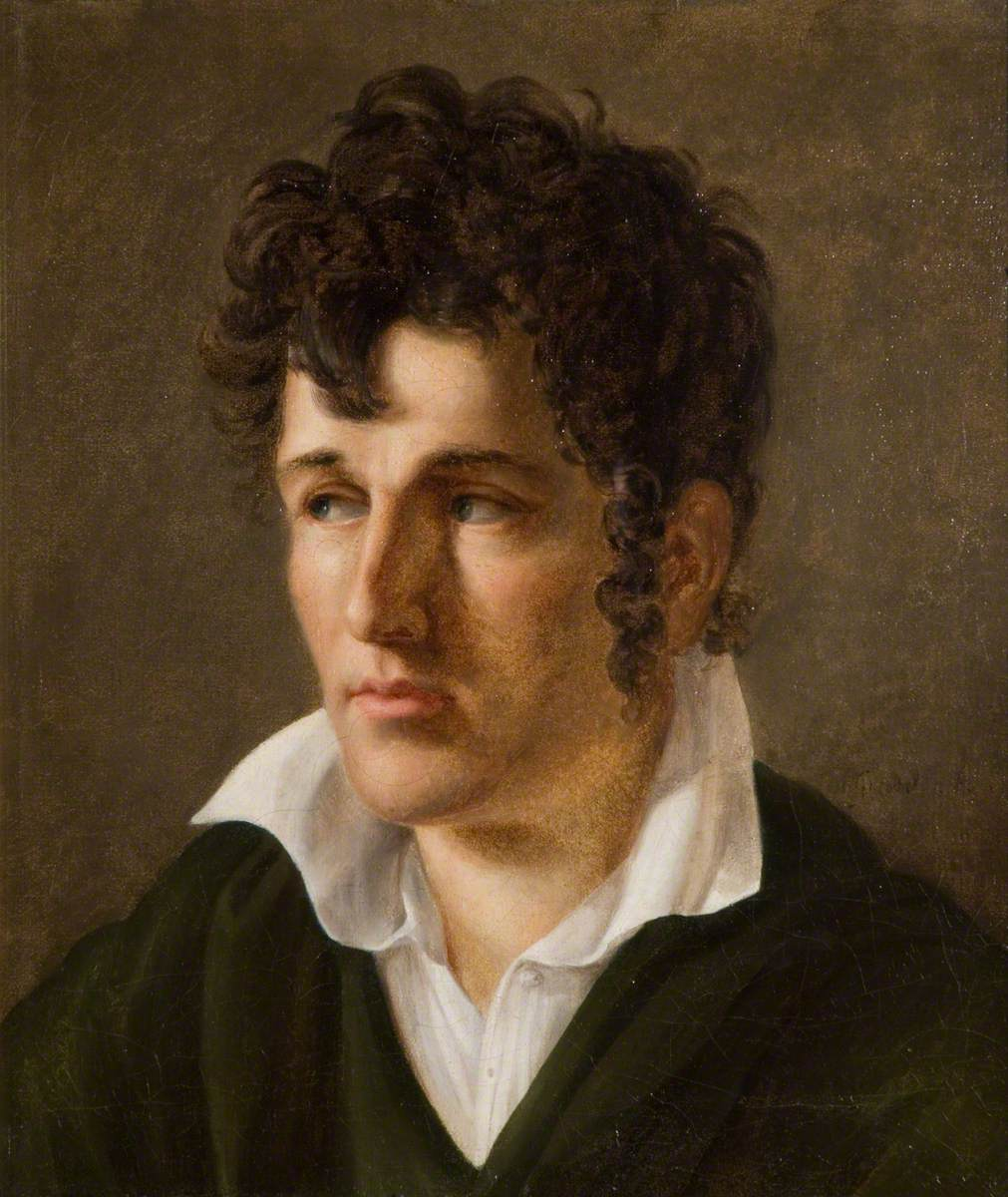
فرانسو رينيه الفيكونت دوشاتوبريان

ولد شاتوبريان يوم 4 سبتمبر 1768م بسان مالو، وسط عائلة لفها الحزن فقد كان أصغر اخوته الستة، إلا أن أربعة منهم ماتوا تباعا، وكان والده رينيه أوجست مثالا لأرستقراطية القرن الثامن عشر، فقد جاب البحار وسافر كالمستكشفين إلى أمريكا، وحمل أنواط سلاح البحرية، وجمع ثروة كبيرة من التجارة عبر المحيطات، ومن ضمنها ــ طبعا ــ تجارة الزنوج الأفارقة، وقد أثرت توجهات هذا الوالد على ابنه شاتوبريان أبلغ تأثير، كما أثر عليه الجو المحموم العام في فرنسا النصف الثاني من القرن الثامن عشر، حين كان مخاض الثورة الفرنسية، والغليان (الثوري) يسيطران على المشهد الاجتماعي والحياتي العام.
وقد عاش طفولة منعمة ومتقلبة أيضا بين مسقط رأسه ومدن مختلفة، وبفعل انتمائه الارستقراطي بدأت اهتماماته السياسية تتنامى مع اندلاع الثورة الفرنسية يوم 14 يوليو 1789م، وقد صور سقوط سجن الباستيل حين تحدث عن الغوغائيين الذين مروا من تحت شرفته وهو يتلقفون رأس وزير المالية فولون (لنتوقف هنا مليا أيها القارئ، كان علي ان أشهد على زخات الدم الأولى التي ستتحول إلى أنهار بفعل الثورة، كانت هذه الرؤوس، ورؤوس أخرى سأصادفها فيما بعد تدفعني دفعا إلى التفكير لأول مرة، بمغادرة فرنسا، بحثا عن بلاد قصية، بلاد بدأت الآن ترتسم في مخيلتي), وقبل تنفيذ هذه الرغبة نشر أول نصوصه (حب الريف) وقد جاء نصا كلاسيكيا، وتعمد نشره باسم مستعار هو (شفالييه), وإن لم تكن هذه المحاولة هي أول ما كتب في الحقيقة، فقد أفاد في مقدمة مجموعة شعرية 1829م أنه يكتب الشعر منذ أيام المدرسة الإعدادية.
ووقع اختيار شاتوبريان على أمريكا لتنفيذ هجرته الاختيارية، وأعلن انه يسعى من وراء هذه الرحلة إلى تحقيق غايتين علمية وشعرية. أما العلمية فهي البحث عن استكشاف طريق ممكن بين المحيطين الأطلسي والهادئ من جهة الشمال الشرقي، وأما الشعرية فهي الوقوف عن كثب على حياة الإنسان الطبيعي ممثلا في الهنود الحمر، الإنسان البعيد عن صخب وانحطاط وظلامية الحضارة، المتصالح مع الطبيعة، البسيط الشاعري الشفاف، بكلمة واحدة الإنسان الملهم الذي أيقظ نيام أوروبا من سباتهم العميق، فانطلقوا ينادون بالحرية والتنوير والمحبة بعدما عاينوا مجتمع الهنود الحمر الفطري المتصالح مع ذاته البعيد كل البعد عن الجشع والاستحواذ ومذابح ومسالخ الحضارة الغربية وبعدها عن الإنسانية.
وفي يوم 8 أبريل 1791م أبحر من سان مالو بفرنسا ووصل بالتيمور في أمريكا 9 يوليو من ذات السنة وقد طاف بجميع أنحاء القارة الأمريكية الشمالية، من فيلادلفيا إلى بوسطن ونيويورك ومنطقة البحيرات، ثم اتجه لأوهايو، ولنتذكر ان مثل هذه الأسفار وقتها كانت مغامرة حقيقية، لصعوبة المواصلات، ما صوره مستكشفا وبطلا في نظر الكثيرين، وهذا ما جعل الرئيس جورج واشنطن يستقبله بحفاوة.
كما استقبل أيضا في بلاده بالقدر نفسه من التشجيع حين عاد يوم 2 يناير 1792م، إلا أن موقفه المناصر للملكية جعل رجال الثورة الفرنسية يطاردونه فهرب لبلجيكا وتطوع للمقاومة ضد الثورة وجرح، واضطر للهروب إلى إنجلترا 1793م التي عاش فيها سبع سنوات عجاف لفه الفقر والحزن والفاقة والمرض المرير، ووسط هذه المعاناة الأليمة شحذت نوائب الدهر عبقريته فكتب مخطوطات أثمن أعماله الأدبية، ويصف فاقته اللندنية بقوله (كنت أمضغ العشب والورق لفرط معاناتي ولضيق ذات اليد) ولكنه في هذه الظروف، أو لهذه الظروف بدأ في كتابة (مساهمة حول الثورات المقارنة), وما لبثت أخبار باريس ان حملت إليه انتقام رعاع الثورة منه، إذ أعدموا أخاه 22 أبريل 1794م، وسجنوا أمه وزوجته وأختيه.
وهنا يمكننا ان نتوقع بيسر موقفه من الثورة الفرنسية وهو يكتب تحت كل هذه الضغوط، ولكنه مع ذلك قدم محاولة لا تعدم حسا تاريخيا أصيلا، مع مسحة دينية مسيحية لا تخلو من تعصب.
وفي سنة 1800م عاد لباريس متخفيا عن خصومه (الثوار) باسم مستعار هو دي لاسان: (طلعت عليهم أنا والقرن الجديد معا), وبسرعة أصبحت حاميته أليزا شقيقة بونابرت، ومن أجلها نشر دراسة عن مدام دي ستايل صديقتها والمنظرة الرومانسية الشهيرة، وقد سمح له الاستقرار النسبي بنشر أول أعماله الملفتة (أتالا) 1801م، ثم نشره مع آخر في طبعة (آتالاورينيه) وقد لقيت تجربته القصصية قبولا عاما، كما صادفت توجهاته ضد الثورية هوى في نفس بونابرت الذي عينه مستشارا أول في السفارة الفرنسية بروما.
وكان هذا الموقع هاما بالنسبة لشاتوبريان فقد كان يسمح له بالعمل تحت امرة (فرش) خال بونابرت، وأيضا لان إيطاليا تعتبر وقتها نافذة مشرعة على الشرق الذي كان الشغف به وبسحره يأكل شاتوبريان من الداخل، وحين شن نابليون حملة لتصفية أنصار الملكية السابقة استقال هو وعاد لباريس متفرغا مؤقتا للكتابة مجتهدا في عدم الاصطدام بديكتاتور الثورة الجديد.
ومع مطلع سنة 1806م انطلق فرانسوا شاتوبريان في رحلته إلى الشرق التي كانت تخامره منذ زمن الصبا، (لقد طفت ودرت دورة كاملة حول البحر المتوسط، دون مخاطر تذكر، ومثل القدامى زرت اسبرطة، مررت بأثينا، حللت بالقدس، رسوت بالإسكندرية، تفرجت على آثار قرطاج، وأخيرا استسلمت لجمال قصر الحمراء بالأندلس، دورة كاملة حول المتوسط), وقد دفعه الشعور بأنه أصبح بطلا أسطوريا على شاكلة أبطال هوميروس إلى أن يشرع في كتابة سيرته الذاتية سنة 1808م.
وكانت سنة 1811م أهم سني حياة شاتوبريان الأدبية كما صرح بذلك في مقدمة (الرحلة من باريس إلى القدس) التي نشرها في السنة نفسها، وفيها بدأ كتابة الكتاب الذي سيشتهر به حتى الآن (مذكرات ما وراء القبر) كما عين عضوا بالأكاديمية، وقد جرت العادة ان يلقي كل عضو جديد خطابا يقدم فيه أفكاره وأطروحاته التي أهلته لهذا المنصب العلمي الرفيع، وكان خطاب شاتوبريان مكرسا كله للدفاع عن الحرية في السياسة وأيضا في الفن والإبداع، مما أثار نابليون ضده فقرر استرضاءه بنشر أعمال متتالية (إلى بونابرت) (عن آل بوربون) (ضرورة ان نتعلق بحكامنا الشرعيين) وهي نصوص أدت مع سقوط بونابرت في واترلو 1815م إلى أن يتخذ الجميع مواقف منه، وأن يعتبروه منتهي الصلاحية،
لكن سمعته كأديب كبير جعلتهم يعينونه سفيرا بالسويد وكان هذا نوعا من النفي وقتها، آثر هو تجنبه فرفض السفر وبقي حتى 1823م منشغلا بمستنقع باريس السياسي، حينا وزير دولة وحينا اخر مطاردا مطلوب رأسه، ومنذ سنة 1824م اتجه للصحافة فنشر أعمالا كثيرة منها (مات الملك: عاش الملك) ودافع بحماس شديد عن حرية النشر التي أسس من أجلها (جمعية أنصار الصحافة) 1827م.
ومع مجيء حكومة بولينياك ـ التي تورطت في غزو الجزائر ـ استقال من أية مناصب وتقاعس عن العمل سفيرا بروما، وبسرعة بدأت مصاعبه من جديد مع السلطة، فآثر الفرار إلى سويسرا ثم إلى پراگ والبندقية، كما نشر مذكراته و (محاولة عن الأدب الإنجليزي) وهي دراسة نشرت كمقدمة لعمل ميلتون (الفردوس المفقود), ومع تقدمه في السن فإنه عاد طرفا في صراعات باريس السياسية حتى يوم موته 4 يوليو 1848م عن عمر يناهز الثمانين عاما.

## نص متجدد
رغم مرور أكثر من قرن ونصف على موت شاتوبريان فإن أعماله ما زالت تنشر باستمرار، وما زالت الدراسات عن مكانته في الحقبة الرومانسية الفرنسية تتوالى، وهي مكانة مميزة مهدت بصدق لرومانسية القرن التاسع عشر التي عمت الأدب والفن وانسربت إلى عتبات المسرح والحياة أيضا، وسط واقع بالغ المأساوية، ألقت عليه إخفاقات الثورة الفرنسية، وخيبات عصر الأنوار بظلالها.
وقد شهدت السنوات الماضية ليس فقط ظهور طبعات منقحة من أعمال شاتوبريان الكاملة، بل دفقا من الدراسات عنه، بعضها سعى لإعادة تصنيف ونقد كتبه، سواء رواياته (آتالا ورينيه) و (مغامرات اخر بني سراج) أو مسرحه كمأساة (موسيى: تراجيديا شعرية في خمسة مشاهد), وأيضا دراساته (محاولة عن الثورات المقارنة) و (جمعية فيرون) و (حياة رانسي) ثم (الأعمال السياسية) و (أفق الرسم عبر الزمن), أم ما نشر عنه من دراسات متميزة قديما وحديثا ابتداء منها (عوالم شاتوبريان لجان ريشار، ودراسة جان مورو حول (عبقرية الأسلوب عن شاتوبريان من خلال مذكراته) وأيضا (البحث الكتابة) لبيير بربريس، و (شاتوبريان الرد على الحداثة) ثم (الكتابة من شاتوبريان لرامبو) لايف فاديه، وأخيرا (المنفي والمجد: شاتوبريان ورواية العائلة) لجان رولين، و (شعرية شاتوبريان) لفابيان بارسيجول، و (أدب الرحلة عند شاتوبريان: مساهمة في دراسة جنس أدبي) لفيليب أنطوان، وغيرها من الدراسات المعمقة التي ظهرت أخيرا لترسيخ مكانة هذا المبدع فيما يبدو وأنه ليس فقط حنينا إلى العصر الرومانسي، وإنما محاولة نفض غبار عن رموزه التاريخيين في الأدب الفرنسي.

## تصنيف
لعل محاولة تصنيف مكانة شاتوبريان في الخريطة الرومانسية تقتضي أولا ـ لكي نبسّط الأمور ـ ابداء ملاحظة حول الرومانسية نفسها، فقد ظهرت نهاية القرن الثامن عشر وخلال النصف الأول من القرن التاسع عشر، وجاءت كرد فعل على الكلاسيكية والعقلانية اللتين بلغتا ذروتهما في عصر الأنوار، فقد قدم عصر العقل خاصة أدبا منمطا عقلانيا جافا رغم عمقه خاصة عند فولتير وروسو، لم يكن فيه للعاطفة والحياة النابضة مكان واضح، وهذا ما أدى لثورة الرومانسيين على العقلانية ومن ورائها الكلاسيكية.
وباختصار، فقد كانت الرومانسية من الناحية النسقية عودة للماضي، رجوعا للقرون الوسطى، وتمجيدا للعاطفة على حساب العقل، للخيال في مقابل العلم، أو لنقل (للظلامية) في وجه الأنوار، وقد ازدهرت في إنجلترا مع ولترسكوت وأيضا في ألمانيا وإسبانيا قبل فرنسا، ويمكن أن نلحظ تباشيرها في أعمال جان جاك روسو الذي كان يعلي من شأن العاطفة ويتغنى بالعفوية، وكان أسلوبه غنائيا مشبوبا بأعقد العواطف وأكثرها عذرية وغجرية، كما أدخل الحب الجياش والإحساس بالجمال والتذاوب والفناء في روعة الطبيعة في الأدب الروائي الفرنسي لأول مرة، وعلى نحو مؤثر.
غير أن المؤسس الحقيقي للرومانسية الفرنسية كان بالفعل شاتوبريان، فقد أهلته تجربته مع الحياة، التي أفضنا في الحديث عنها ـ وفاء للتقليد الرومانسي ـ لان يكون رومانسيا من الصنف الأول، فقد كانت قصصه وكتاباته تعكس واقع حياته، تدور أحداثها في تضاعيف من مشاعر الملل والوحدة والحزن العميق، كما ابتكر شخصية محورية في الأدب الرومانسي (هي شخصية البطل العاطفي الذي لا يجد في العالم من يفهمه ولا يجد أنيسا في وحدته) فيتجه لاجترار آلامه، واختلاق عوالمه الخيالية، وابتداع عالم من السحر والأحلام بديل لكل ما هو قائم.
وبالتالي كان تأثير شاتوبريان محوريا على جميع الرومانسيين الفرنسيين اللاحقين، سواء مدام دي ستايل مؤلفة الكتاب الشهير (عن الأدب) 1800م أو في الشعر الرومنطيقي مع ألفونس لامارتين صاحب (تأملات شعرية) وفكتور هوغو في (أوراق الخريف) وأيضا ألفرد دي فينيه مؤلف (قصائد قديمة وجديدة) وألفرد ديموسيه صاحب المراثى الشهيرة لحبيبته في (الأمسيات).
وسواء أيضا على المسرح الرومانسي مع هيجو (هرنان), وفينيه (شاترتون) التي رسخت شخصية ستلعب دورا كبيرا في خيال الرومانسيين هي شخصية الفنان الحالم الأثيرة عندهم، وأخيرا اثر قصص شاتوبريان أيضا على القصة والأدب الروائي خاصة عند ديماس الأب صاحب الرواية التاريخية الشهيرة (الفرسان الثلاثة) وفكتور هوغو في رواية (أحدب نوتردام) 1831م، التي تعكس بشكل خاص حنينا للعودة إلى القرون الوسطى، وأملا في الخلاص من قبضة عصر العقلانية.
وهذا يصدق أيضا على رومانسيين اخرين في الرواية الفرنسية، مثل ستاندال وبلزاك وجورج ساند الذين بدأت تظهر في اعمالهم الملامح الأولى للواقعية، لكنهم حملوا قسمات واضحة من رومانسية شاتوبريان، الذي يستدعى الآن، مثلما استدعي طيلة القرن التاسع عشر، ليثبت انه كان بحق رجل كل الأزمنة، مثلما كان برحلاته رجل كل الأمكنة.

## روايات
- آخر بني السراج
- اتالا
- رينيه (رواية)
- ذكريات من وراء القبر

## روابط خارجية
- الفيكونت دوشاتوبريان على موقع الموسوعة البريطانية (الإنجليزية)
- الفيكونت دوشاتوبريان على موقع ميوزك برينز (الإنجليزية)
- الفيكونت دوشاتوبريان على موقع إن إن دي بي (الإنجليزية)
- الفيكونت دوشاتوبريان على موقع ديسكوغز (الإنجليزية)